# 市谷田町
市谷田町（いちがやたまち）は、東京都新宿区の町名。現行行政地名は市谷田町一丁目から市谷田町三丁目。住居表示未実施。

## 地理
新宿区東部に位置する。北部は、新宿区市谷船河原町に接する。東部は、外堀通りなどに接し、これらを境に千代田区九段北になる。南部は、新宿区市谷八幡町に接する。西部は新宿区市谷左内町・新宿区市谷砂土原町にそれぞれ接する。
市谷田町二丁目を牛込中央通りが通っている。
市ケ谷駅付近の外堀通り沿いの一角にあたる。通り沿いを中心にビルや商店が多く立ち並ぶ。道路から離れると、住宅も見られるようになる。

## 歴史
江戸時代には武家地及び江戸城の外堀に面した町人の居住地である市谷田町一丁目が置かれていた。同二丁目にも武家地が目立ち、例えば土佐藩主の山内家は別邸として923.98坪の土地を所有していた。なお同地は土佐藩最後の藩主・侯爵山内豊範の長子であった山内豊景(同じく侯爵)により、1948年（昭和23年）10月に法政大学へ売却され、現在は同校の市ケ谷田町校舎および大学院棟となっている。
江戸時代初期には豊島郡市谷領布田新田の百姓屋敷が元和9年（1623年）に外堀造成用に幕府の御用地として召し上げられたため、左内坂下に仮住まいをしていた。外堀建設後、旧地が外堀の底になったため、布田新田の住人が外堀に町屋取り立てを願い出たものの、示された土地が佐渡殿原（現市谷砂土原町付近）、赤坂御門前の二か所だった。この提案を不服とした住民は佐渡殿原の土を均し武家地として供出することを願い出た。外堀脇の湿地にこの佐渡殿原や浄瑠璃坂下、逢坂辺りの土を落とし埋め立てた。

## 世帯数と人口
2025年（令和7年）3月1日現在（新宿区発表）の世帯数と人口は以下の通りである。
| 丁目           | 世帯数  | 人口    |
| -------------- | ------- | ------- |
| 市谷田町一丁目 | 15世帯  | 24人    |
| 市谷田町二丁目 | 372世帯 | 639人   |
| 市谷田町三丁目 | 216世帯 | 351人   |
| 計             | 603世帯 | 1,014人 |

### 人口の変遷
国勢調査による人口の推移。
| 年                 | 人口  |
| ------------------ | ----- |
| 1995年（平成7年）  | 692   |
| 2000年（平成12年） | 658   |
| 2005年（平成17年） | 840   |
| 2010年（平成22年） | 739   |
| 2015年（平成27年） | 974   |
| 2020年（令和2年）  | 1,003 |

### 世帯数の変遷
国勢調査による世帯数の推移。
| 年                 | 世帯数 |
| ------------------ | ------ |
| 1995年（平成7年）  | 416    |
| 2000年（平成12年） | 429    |
| 2005年（平成17年） | 520    |
| 2010年（平成22年） | 439    |
| 2015年（平成27年） | 563    |
| 2020年（令和2年）  | 584    |

## 学区
区立小・中学校に通う場合、学区は以下の通りとなる（2018年8月時点）。
| 丁目           | 番地 | 小学校             | 中学校                 |
| -------------- | ---- | ------------------ | ---------------------- |
| 市谷田町一丁目 | 全域 | 新宿区立愛日小学校 | 新宿区立牛込第三中学校 |
| 市谷田町二丁目 | 全域 | 新宿区立愛日小学校 | 新宿区立牛込第三中学校 |
| 市谷田町三丁目 | 全域 | 新宿区立愛日小学校 | 新宿区立牛込第三中学校 |

## 交通
東京メトロ南北線および有楽町線市ケ谷駅の5番・6番出口（市谷田町方面出口）があり、市ケ谷駅で唯一のバリアフリー対応エレベーターも町域内にあり、利用可能な範囲にある。市谷田町三丁目では、隣の飯田橋駅も利用できる。

## 事業所
2021年（令和3年）現在の経済センサス調査による事業所数と従業員数は以下の通りである。
| 丁目           | 事業所数  | 従業員数 |
| -------------- | --------- | -------- |
| 市谷田町一丁目 | 61事業所  | 796人    |
| 市谷田町二丁目 | 125事業所 | 1,890人  |
| 市谷田町三丁目 | 32事業所  | 339人    |
| 計             | 218事業所 | 3,025人  |

### 事業者数の変遷
経済センサスによる事業所数の推移。
| 年                 | 事業者数 |
| ------------------ | -------- |
| 2016年（平成28年） | 184      |
| 2021年（令和3年）  | 218      |

### 従業員数の変遷
経済センサスによる従業員数の推移。
| 年                 | 従業員数 |
| ------------------ | -------- |
| 2016年（平成28年） | 2,091    |
| 2021年（令和3年）  | 3,025    |

## 施設
- 市ヶ谷フィッシュセンター
- 法政大学 市ヶ谷田町校舎
- 法政大学 大学院棟
- 東京理科大学 神楽坂キャンパス10号館
- 中央大学 市ヶ谷田町キャンパス
- 武蔵野美術大学 市ヶ谷キャンパス (旧SME市ヶ谷ビル)
- 東京観光専門学校
- いけばな龍生会館
- 鈴鹿英数学院（eisu）首都圏本部（市谷駅前校）
- DNPプラザ（DNP市谷田町ビル内）
  - 東京アニメセンター in DNPプラザ

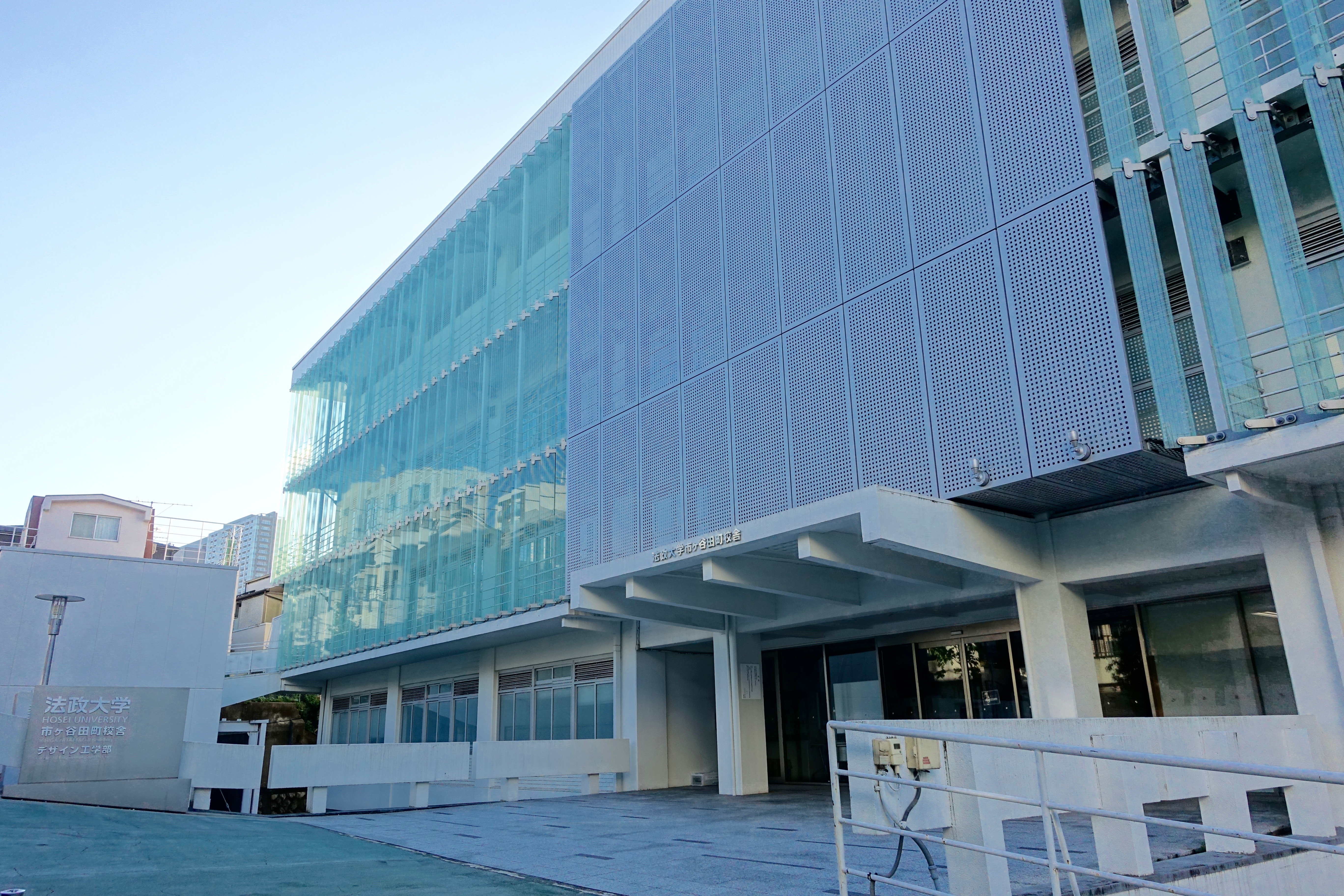
法政大学市ケ谷田町校舎
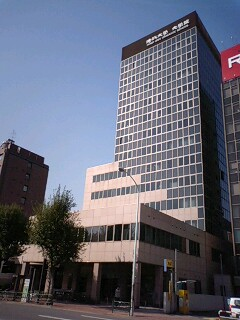
法政大学院棟（旧92年館)
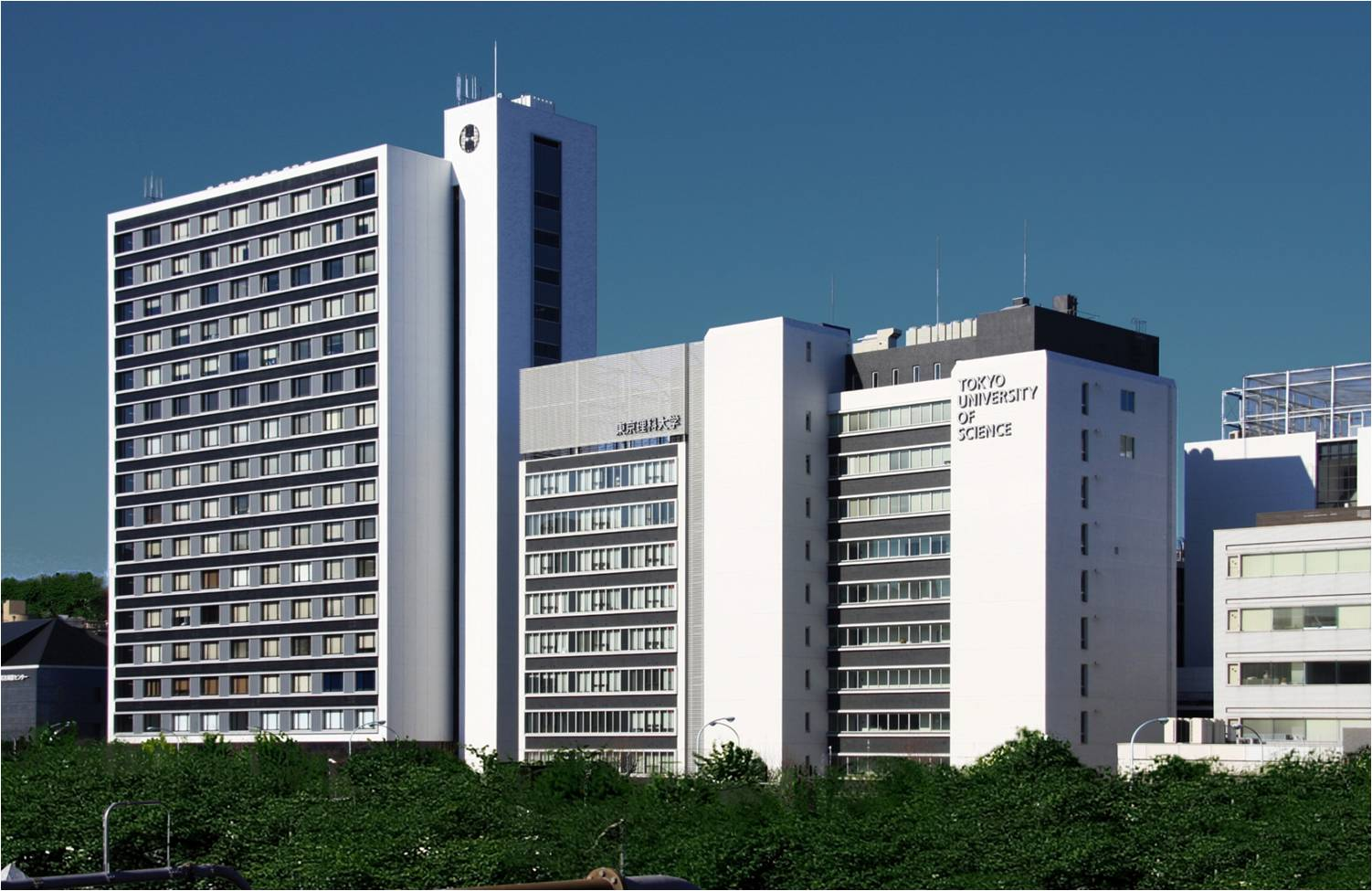
東京理科大学（画像は神楽坂校舎）
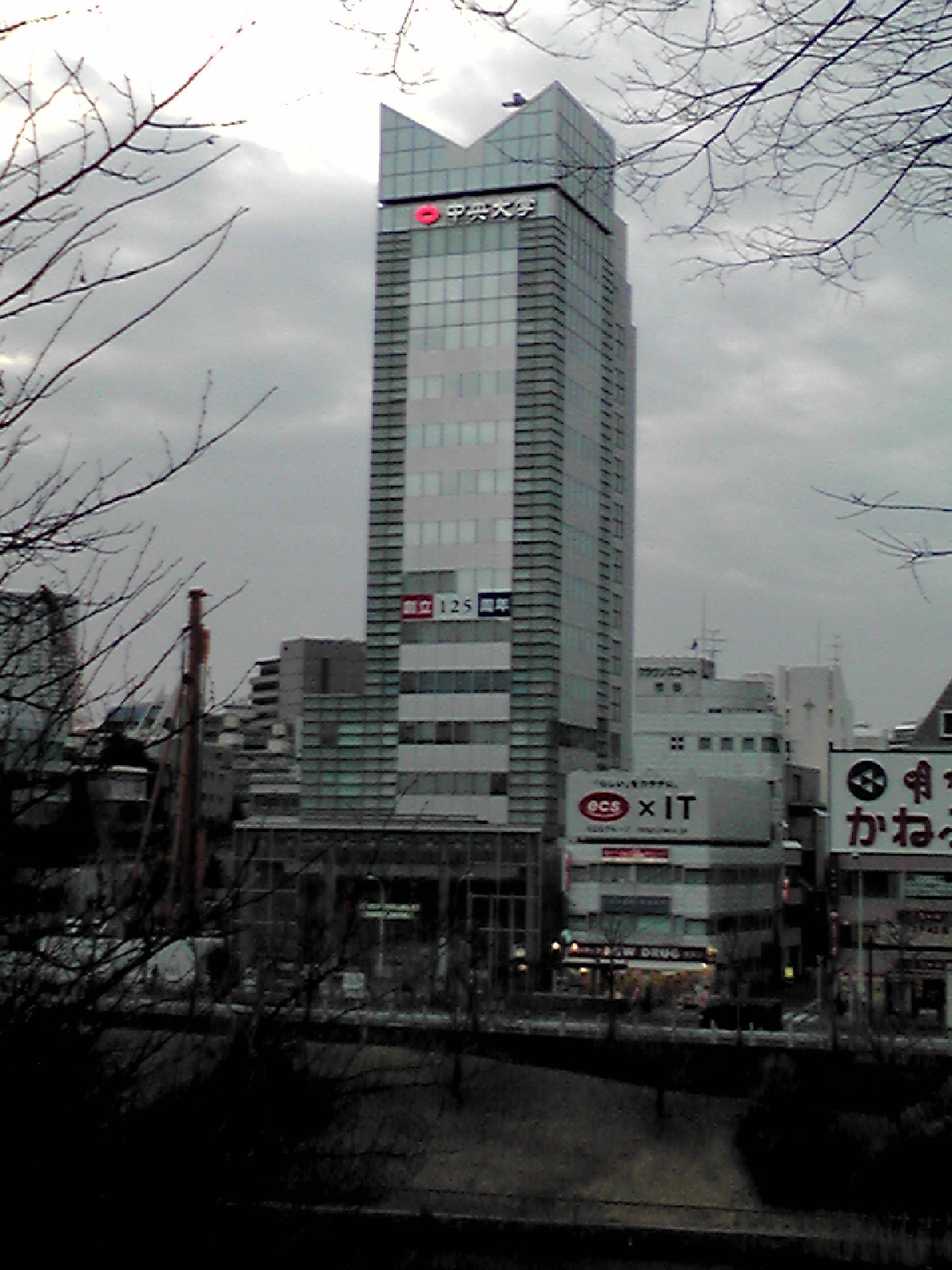
中央大学iTL
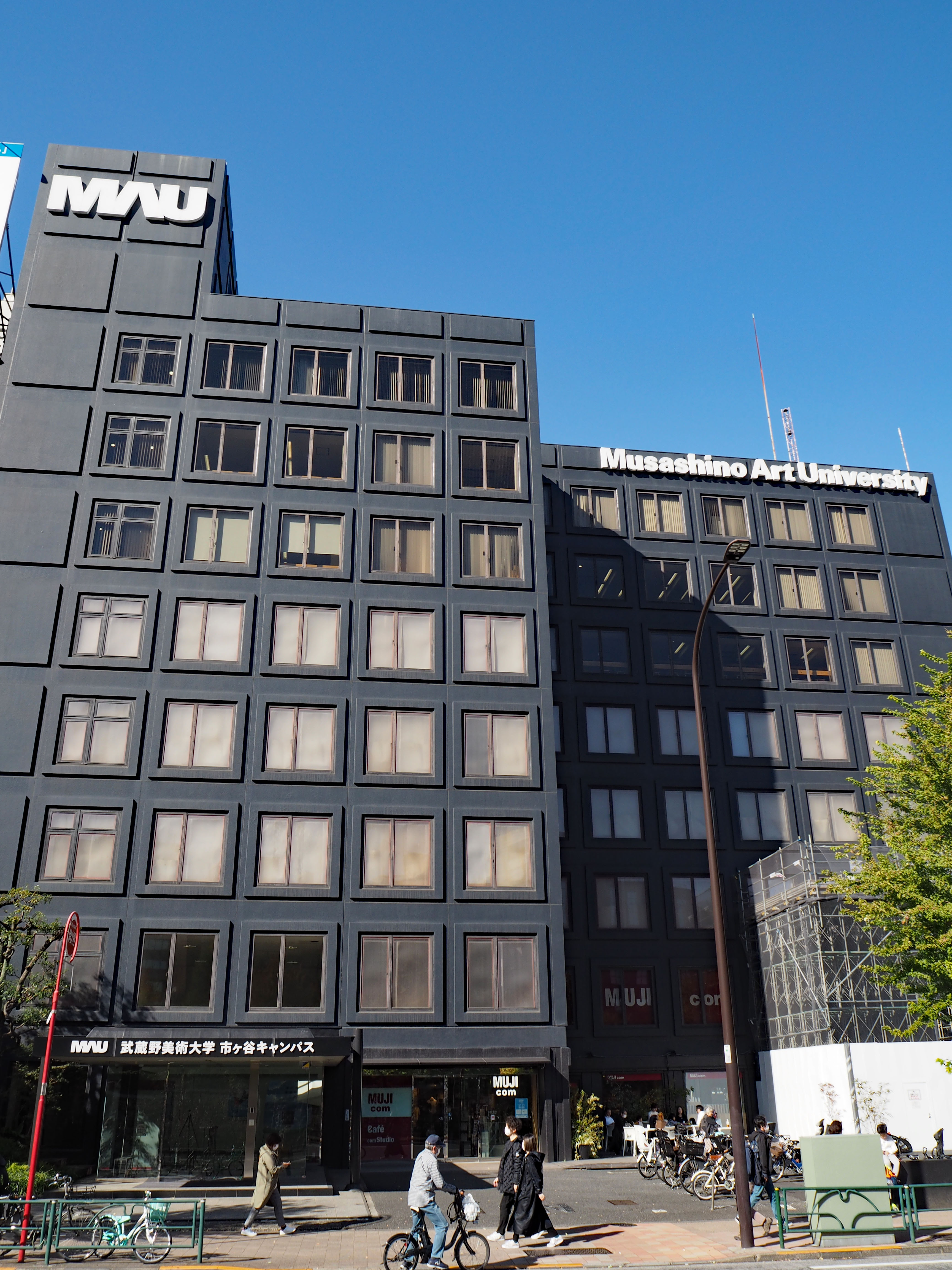
武蔵野美術大学市ヶ谷キャンパス

## 出身・ゆかりのある人物
- 山内豊景（土佐藩最後の藩主山内豊範の長子、侯爵、軍人）
- 山内義雄（フランス文学者、早稲田大学教授、翻訳家）
- 山本信次郎（海軍少将）

## その他

### 日本郵便
- 郵便番号 : 162-0843[3]（集配局 : 牛込郵便局[17]）。